# نام سانغ مي
نام سانغ مي (بالكورية: 남상미)‏ هي ممثلة كورية جنوبية، ولدت يوم 3 مايو 1984 في يونغجو في كوريا الجنوبية.

## روابط خارجية
- نام سانغ مي على موقع IMDb (الإنجليزية)
- نام سانغ مي على موقع قاعدة بيانات الفيلم (الإنجليزية)